# José María Makua Zarandona
José María Makua Zarandona   (Bilbao, 22 de juny de 1922 - Bilbao, 23 de novembre de 1990) fou un polític biscaí que va exercir com a primer Diputat General de Biscaia democràtic entre els anys 1979 i 1987, així com membre del Parlament Basc entre els anys 1980 i 1987. Fou militant del Partit Nacionalista Basc (PNB).
Va nàixer al bilbaí districte d'Abando i entrà en contacte amb el nacionalisme basc als dotze anys en afiliar-se a l'"Euzko Ikasle Balza", una associació estudiantil i juvenil vinculada amb el PNB. En esclatar la guerra civil espanyola, amb quince anys, va fugir a França. Després del conflicte, Makua tornà a Biscaia i es graduà com a professor mercantil, obrint més tard un despatx d'auditoria de comptes, assessoria fiscal i organització d'empreses. En aquella època, durant el franquisme, va conèixer a Juan de Ajuriaguerra Ochandiano i col·laborà amb ell en la clandestinitat.
L'any 1979, a les primeres eleccions a les Juntes Generals de Biscaia, va encapçalar la llista del PNB, que quedà en primer lloc. Com a resultat, esdevindria el primer Diputat General de l'ens legislatiu foral després de la seua restauració 102 anys més tard de la seua dissolució i reconversió a diputació provincial. A les eleccions al Parlament Basc de 1980, va anar com a cap de llista del PNB a Guipúscoa, aconseguint l'acta de diputat, abandonant l'escó l'any 1984 i renovant-lo a les eleccions al Parlament Basc de 1986, abandonant-lo finalment un any després, quan es retirà totalment de la política activa. D'ideologia foralista i bizkaitarra, Makua impulsà la creació de la llei de territoris històrics l'any 1983, la qual blindaba les competències dels territoris històrics front les autonòmiques. Aquesta llei va comportar la caiguda del fins aleshores Lehendakari, Carlos Garaikoetxea, contrari a la mateixa.
Degut a la seua condició de bizkaitarra o "biscaïnista" crític amb el centralisme autonòmic i la despersonalització, la directiva del PNB li retirà la confiança per tornar a presentar-se com a candidat a Diputat General de Biscaia, abandonant així el càrrec l'any 1987, quan fou substituït per un antic rival seu: José Alberto Pradera Jauregi. Finalment, l'any 1990 va morir, ja retirat completament de l'activitat política. L'any 2000, l'Ajuntament de Bilbao va donar el nom d'aquest polític a una plaça d'obra nova al districte de Begoña. L'any 2004 s'inaugurà, també a Bilbao, un bust de Makua de dos metres d'alçada i fet en bronze.